# Гизельдонский район
Гизельдонский район — упразднённая административно-территориальная единица в составе Северо-Осетинской АССР, существовавшая в 1938—1956 годах. Административный центр — село Кобань, позднее — Гизель.

## Население
По данным переписи 1939 года в Гизельдонском районе проживал 7101 чел., в том числе осетины — 87,7 %, русские — 6,0 %, грузины — 3,4 %, украинцы — 1,6 %.

## История
Гизельдонский район был образован 16 февраля 1938 году в составе Северо-Осетинской АССР. Центром района было назначено село Кобань.
По данным 1940 года район включал 8 сельсоветов: Даргавсский, Карцинский, Кобаньский, Майрамадагский, Ново-Санибанский, Старо-Санибанский, Хидякус-Дамакауский и Чми-Ларсский.
7 марта 1944 года юго-восточная часть района была передана в состав Грузинской ССР.
16 августа 1944 года центр района был перенесён из селения Кобань в селение Гизель.
По данным 1945 года район включал 5 сельсоветов: Дзаурикауский, Гизельский, Кобаньский, Майрамадагский и Ново-Санибанский.
В 1956 году Гизельдонский район был упразднён, а его территория передана в Орджоникидзевский район.

## СМИ
В районе издавалась газета «Стахановец»/«Стахановон» на русском и осетинском языках. В 1955 году она была переименована в «Новая жизнь»/«Ног цард».